# Sant Medir (Sant Cugat del Vallès)
Sant Medir és un nucli de població disseminat del municipi de Sant Cugat del Vallès, al Vallès Occidental. S'hi troba l'ermita de Sant Medir. El primer esment de l'aleshores parròquia independent data del 1046, dins del terme dels monestir de Sant Cugat. La festa major se celebra el 3 de març.